# Langskip

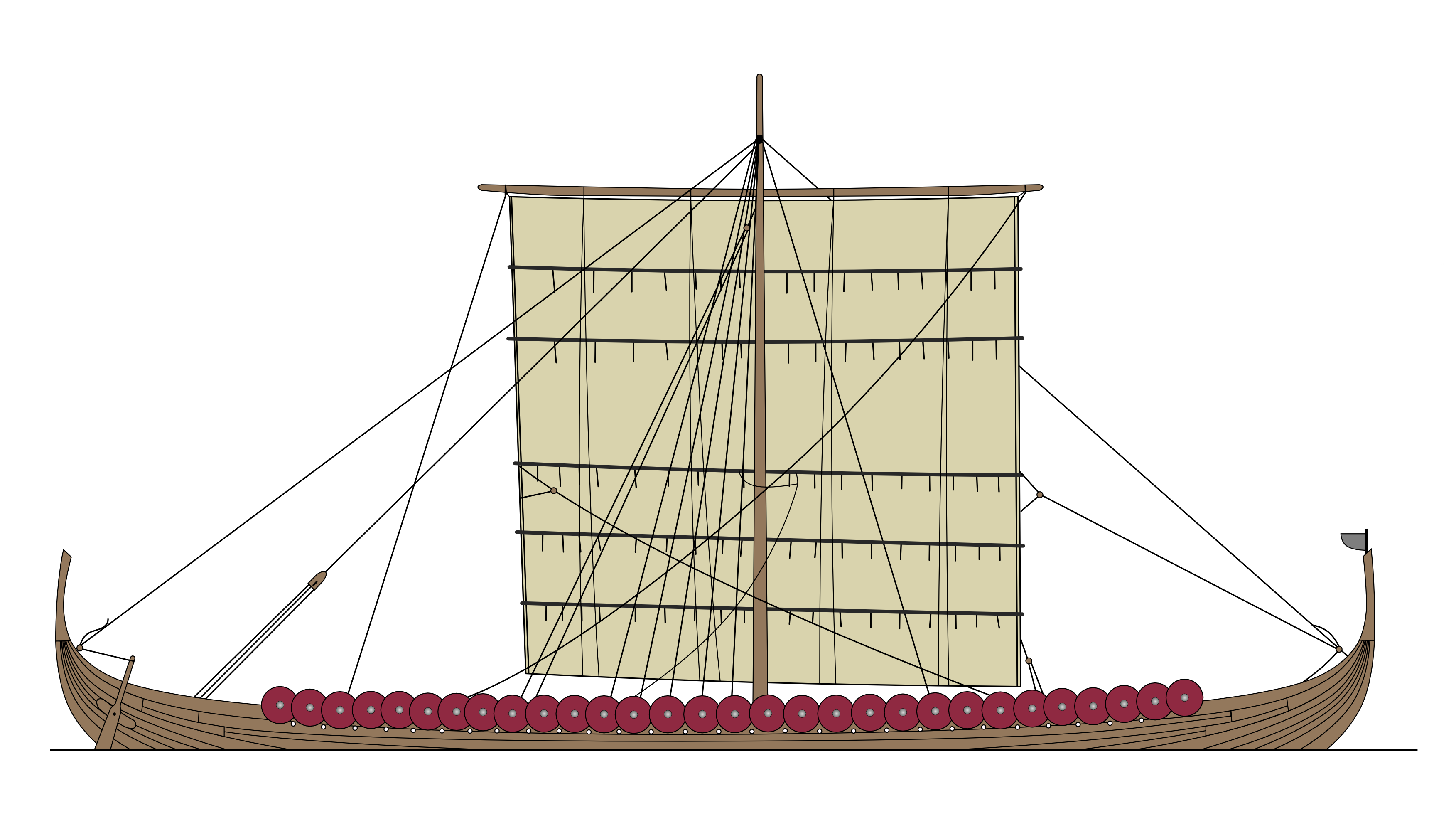
Schéma dlouhé lodě

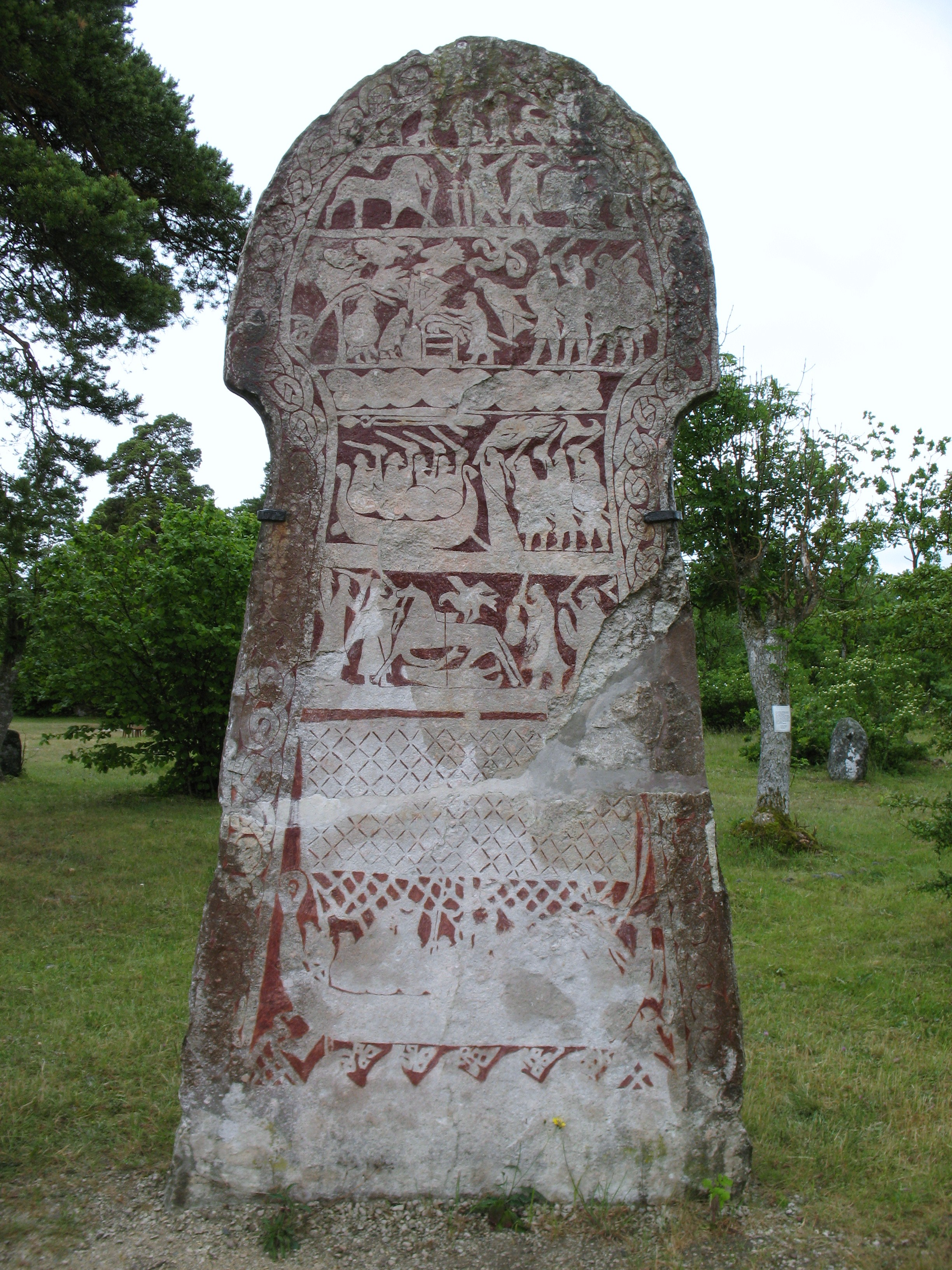
Na gotlandském obrázkovém kameni z vesnice Stora Hammars jsou vyobrazeni ozbrojení válečníci v dlouhé lodi.

Langskip ze staroseverského langskippet – „dlouhá loď“ (anglicky Longship, německy Langschiff) byl typ specializovaných skandinávských válečných lodí, které mají ve Skandinávii dlouhou historii a jejichž existence je archeologicky prokázána a dokumentována nejméně od 4. století př. n. l. Původně je vynalezli a používali Seveřané (běžně zahrnovaní pod pojem Vikingové) pro obchod, průzkum a válčení v období středověku. Mnohé rysy těchto lodí převzaly jiné kultury, například Anglosasové, a ony pak ovlivňovaly stavbu lodí po celá staletí. Konstrukce dlouhé lodi s klinkerovou obšívkou se vyvíjela po mnoho staletí až asi do 6. století. Loď se v úplné podobě objevila mezi 9. a 13. stoletím. Charakteristické rysy a vzhled těchto lodí se dodnes odrážejí ve skandinávských tradicích stavby člunů. Konkrétní dovednosti a metody používané při výrobě lodí se stále používají po celém světě, často v moderním pojetí. Všechny dlouhé lodi byly vyrobeny ze dřeva, měly látkové plachty (tkaná vlna) a na trupu četné detaily a řezby.

## Charakteristika
Dlouhé lodě byly elegantní, dlouhé, úzké a lehké. Měly malý ponor, který umožňoval rychlou plavbu. Lodě díky němu mohly plout ve vodách hlubokých pouze jeden metr a libovolně přistávat na březích. Díky jejich nízké hmotnosti bylo snadné lodě přetahovat po souši nebo je na tábořištích používat jako přístřešky. Dlouhé lodě byly na obou koncích stejně zakončené. Symetrická příď a záď umožňovaly rychlou změnu směru plavby bez nutnosti loď otáčet. Tato schopnost byla zvláště užitečná v severních zeměpisných šířkách, kde plavbu ohrožovaly ‎‎ledovce‎‎ ‎‎a mořský led‎‎. Lodě měly vesla téměř po celé délce trupu. Pozdější verze měly jeden stěžeň s obdélníkovou plachtou. Stěžeň sloužil k náhradě nebo znásobení úsilí veslařů, zejména při dlouhých cestách. Průměrná rychlost vikinských lodí se sice loď od lodi lišila, ale pohybovala se v rozmezí 5–10 uzlů (9,3–18,5 km/h). Maximální rychlost dlouhé lodi činila za příznivých podmínek asi 15 uzlů (28 km/h). Jednu takovou loď si lze prohlédnout v norském Oslu v Muzeu vikinských lodí.
‎

## Historie
Vikinské lodě byly ve své době mocnými námořními zbraněmi a byly vysoce ceněným majetkem. Podle archeologických nálezů nebyly tyto lodě nijak standardizované. Lišily se stavitel od stavitele a od místa k místu a často měly charakteristické regionální rysy.  Například výběr materiálu většinou určoval charakter místních lesů – borovice v Norsku a Švédsku či dub v Dánsku. Každá vikinská dlouhá loď měla navíc specifické rysy přizpůsobené přírodním podmínkám, v nichž se plavila.
Tyto lodě byly často ve společném vlastnictví pobřežních farmářů nebo si je v dobách válečných konfliktů objednávali panovníci, aby rychle shromáždili patřičně velkou námořní sílu. Vikingové sice používali dlouhé lodě k válčení, většinou však sloužily pro transporty vojsk, nikoli jako válečné lodě. V 10. století se při bitvách na volném moři dlouhé lodě někdy svazovaly k sobě, aby vytvořily pevnou plochu pro boj pěchoty. Seveřané byli skvělí námořní stavitelé a  na svou dobu, raný středověk, byli dost pokročilí.
‎

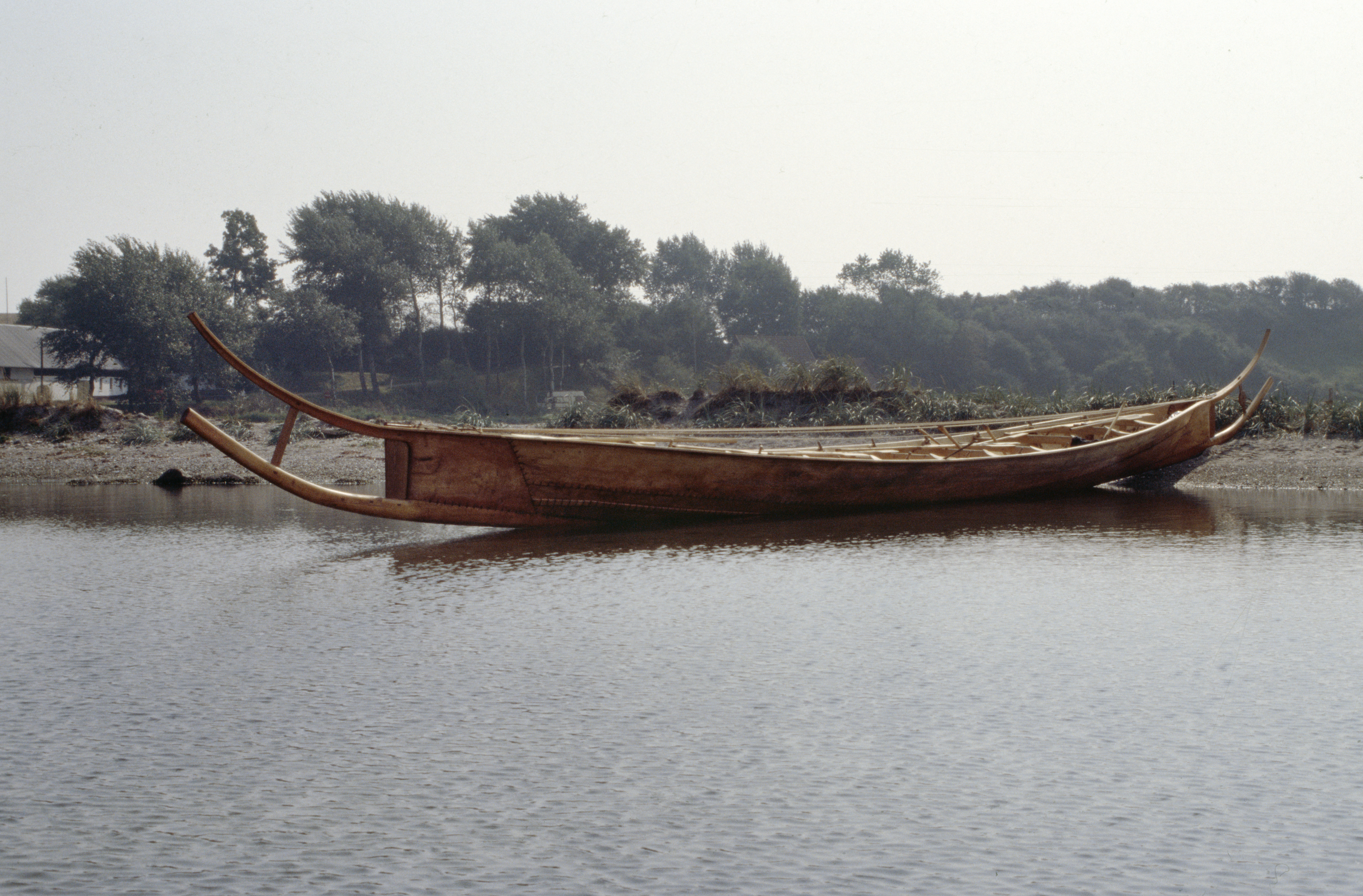
Rekonstrukce lodice z Hjortspringských blat

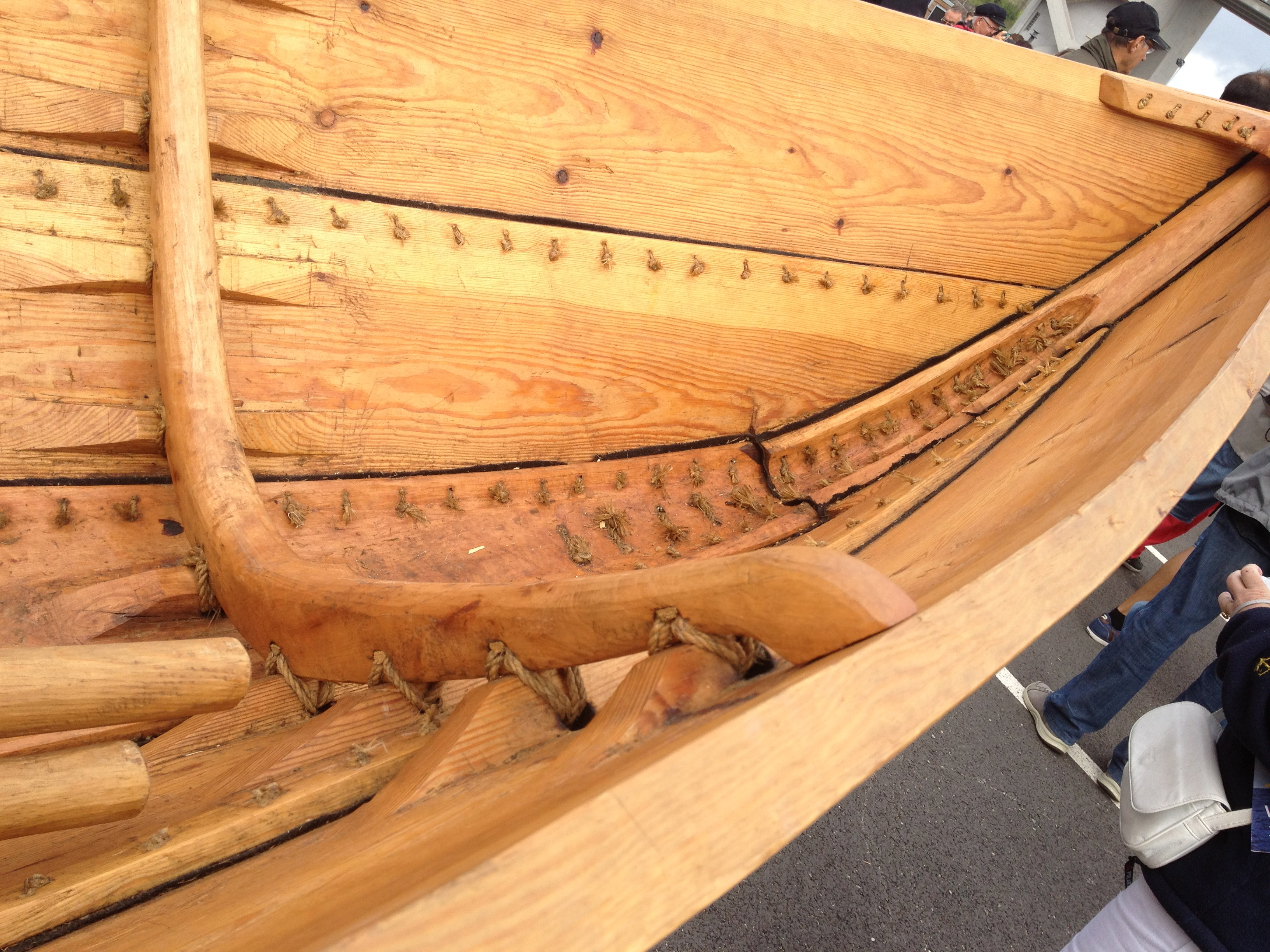
Detail připevnění planěk pomocí provazů

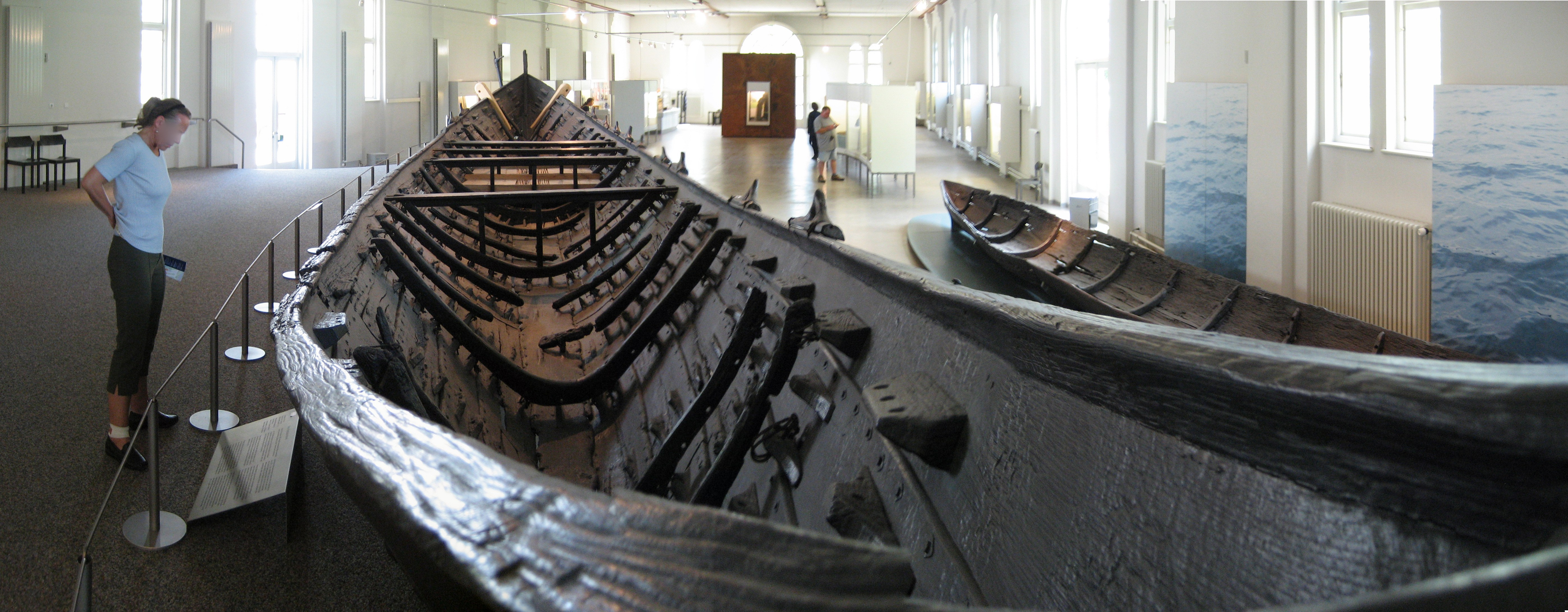
Nydamská loď

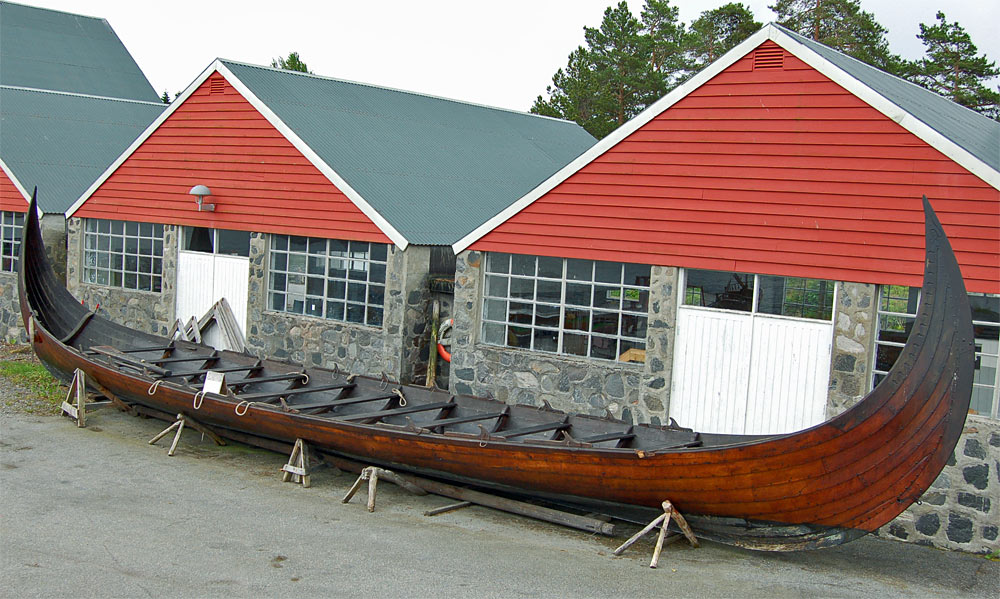
Replika Kvalsundské lodi

Původ prvních dlouhých lodí lze vysledovat až do období 400–300 př. n. l., kdy byla postavena 19metrová dánská lodice objevená v letech 1921–1922 na Hjortspringských blatech na dánském ostrově Als. Jde o nejstarší dosud objevenou loď s plaňkovou klinkerovou obšívkou. Byla 2 m široká, zhotovená z lipového dřeva a jednotlivé plaňky obšívky k sobě byly připevněny pomocí svazků lýka. Posádka asi 20 mužů měla pádla, nikoli vesla.
První skutečnou dlouhou lodí, kterou známe, byla 23metrová loď z naleziště v Nydamských blatech, jež byla postavena v Dánsku kolem roku 350 našeho letopočtu. Trup pod čárou ponoru byl dost zaoblený, ale výrazné rozšíření bortů směrem vzhůru dodávalo lodi větší stabilitu a chránilo ji před nabíráním většího množství vody při plavbě vyšší rychlosti nebo ve vlnách. Loď neměla plachtu, plaňky klinkerové obšívky byly vzájemně spojeny železnými hřeby. Příď a záď byly mírně zdvižené. Kýl byl zhotoven z fošny asi dvakrát silnější než normální plaňka, ale stále ještě nebyla dostatečně silná, aby odolala tahu stožáru směrem dolů. 
Loď nalezená v Kvalsundském močálu poblíž norského Ålesundu v roce 1920 pochází z konce 7. století. Byla to první známá loď se skutečným kýlem. Ve spodní části byla poněkud plošší a směrem vzhůru se méně rozšiřovala. Toto řešení bylo mnohem stabilnější a loď dokázala zvládnout drsnější moře. Její 18 m dlouhý a 3 m široký trup pojal 20 mužů. Měla vysokou příď pozdějších dlouhých lodí, odnímatelné kormidelní veslo a je docela možné, že již měla plachtu.
Lodní plachty se začaly používat pravděpodobně od 8. století. Tyto čtvercové příčné plachty byly zhotoveny z hrubé houňovité vlněné látky a připevňovaly se na horní ráhno.
Plně rozvinuté dlouhé lodě se po několika stoletích vývoje objevily někdy v polovině devátého století. Hrozivé figury vytesané na koncích vaznic na zádi, jako je tomu u Oseberské lodi z muzea v norském Bygdøy, napodobovaly vzory předchozích plavidel. Sklopné stožáry měly čtvercový průřez a nacházely se ve střední části lodí. Tyto lodě byly dostatečně velké, aby unesly náklad a cestující na dlouhých plavbách oceánem, ale stále si udržovaly rychlost a obratnost, což z nich dělalo univerzální válečné i nákladní lodě.

### Loď ze Sutton Hoo

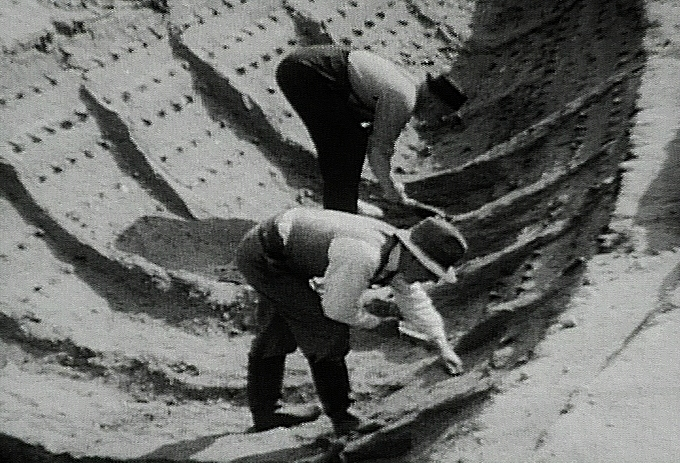
„Přízračná loď“ ze Sutton Hoo při vykopávkách v roce 1939

Loď ze Sutton Hoo, někdy označovaná jako přízračná loď klanu Wulfingů ze severských ság, měla rozměry asi 27 x 4,5 m v nejširším místě. Byla postavena kolem roku 625 našeho letopočtu a je spojována se Sasy. Poté co byla pohřbena, rozdrtila ji tíha půdy, ale většinu detailů se podařilo rekonstruovat. Trup se podobal lodi z Nydamských blat, i on měl rozšířené borty. Dubové plaňky obšívky byly 25 mm silné a ve srovnání s pozdějšími loděmi široké – přibližně 250 mm včetně přesahů. Na přídi a zádi byly lehce zúžené. Celkem 26 masivních žeber bylo rozmístěno ve vzdálenosti 850 mm od sebe. K vyztužení horních dvou nebo tří planěk byly zřejmě použity výztuhy, ale nedochovaly se. Trup měl výrazný tvar listu. Každý bok tvořilo devět širokých planěk, jež byly navzájem mezi žebry spojeny vždy šesti železnými nýty. Loď měla lehký kýl zhotovený z fošny, doplněný výrazným předním a zadním vazem. Rekonstrukce naznačuje, že záď mohla být o dost nižší než příď. Kormidelní veslo bylo upevněno na pravoboku. Zvednutá příď vyčnívala asi 3,7 m nad kýl a trup se podle odhadů ponořil při lehkém zatížení asi o 750 mm. Neexistují žádné důkazy o tom, že by loď měla stožár, plachtu nebo zesílený kýl uprostřed.

## Typy dlouhých lodí
‎Dlouhé lodě lze rozdělit na řadu různých typů podle jejich velikosti, konstrukčních detailů a prestiže. Nejběžnější klasifikace je podle počtu veslařských míst na palubě. ‎

### Karvi

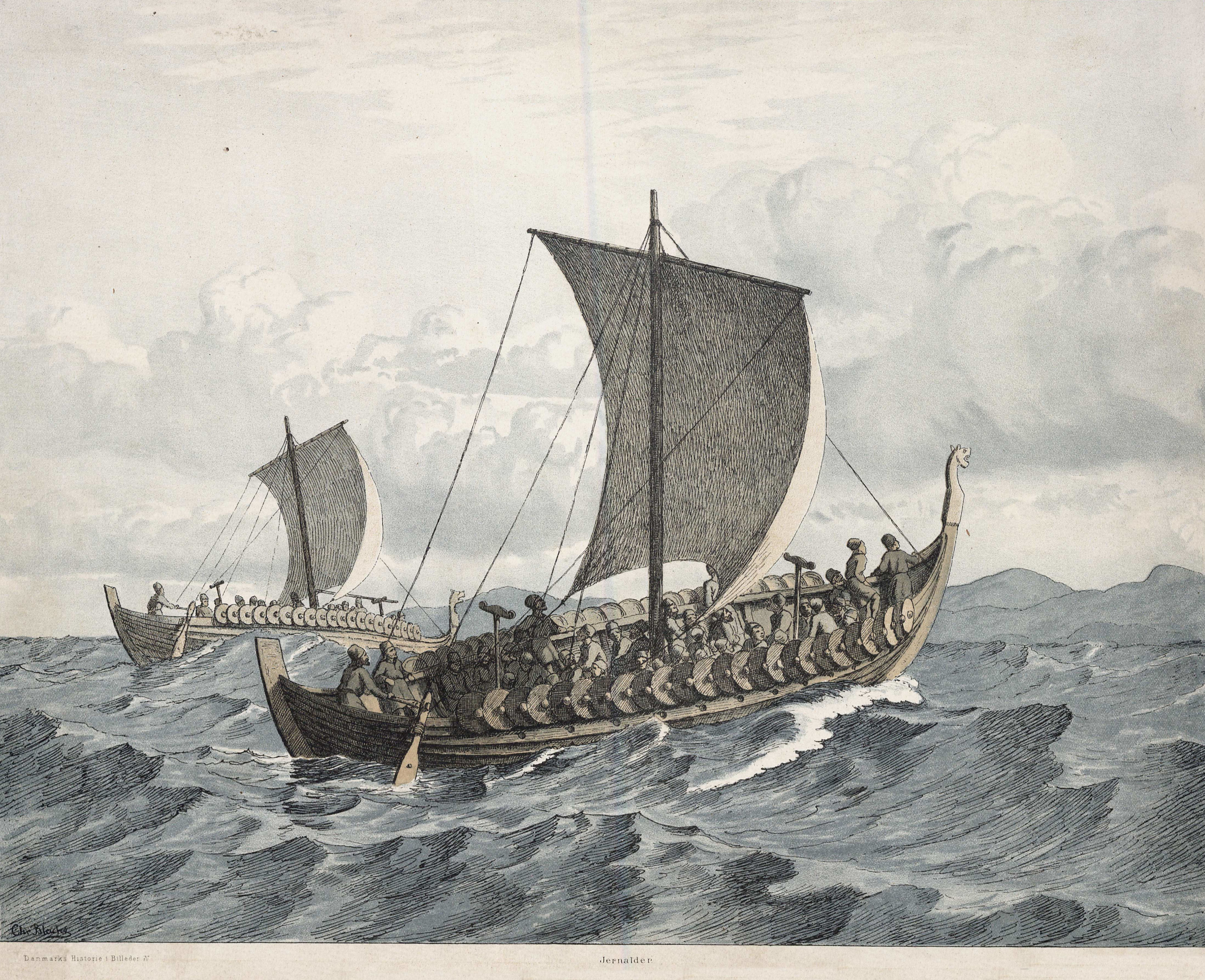
Ilustrace dvou karvi vybavených pro boj

Karvi nebo karve byla nejmenší ze všech dlouhých lodí. Podle zákona sněmu Gulating z 10. století byla loď s 13 veslovými lavicemi nejmenší lodí vhodnou pro vojenské využití. Loď se 6 až 16 lavicemi byla klasifikována jako karvi. Tato plavidla se považovala za „univerzální“ lodě a sloužila hlavně k rybolovu a obchodu. Příležitostně však posloužila i k vojenským účelům. Zatímco poměr délky a šířky činil u většiny lodí 7:1, karvi měly spíš 9:2.
Slavná Gokstadská loď umístěná v Muzeu vikinských lodí v Oslo, kterou v roce 1880 vykopal Nicolay Nicolaysen, je karvi postavená koncem 9. století. Byla asi 23 m dlouhá a měla 16 veslových lavic.

### Snekkar

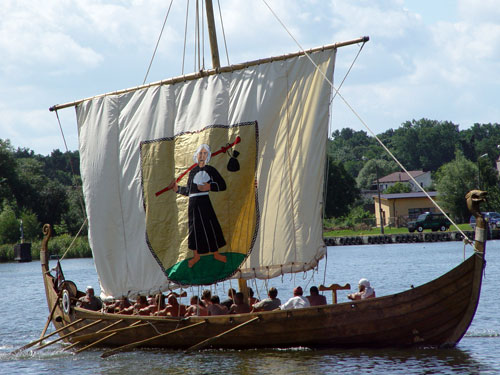
Replika vikinského snekkaru v polském Morągu

Snekkar („hadí loď“), též snekkja či snekke, byla nejmenší dlouhá loď používaná v boji. Podle klasifikace šlo o loď s nejméně 20 veslovými lavicemi. Typický snekkar mohl být 17 m dlouhý a 2,5 m široký, přičemž ponor mohl být jen 0,5 m. Obvyklá posádka činila kolem 41 mužů – 40 veslařů a kormidelník. Příď těchto lodí bývala ozdobena vyřezávanou hadí hlavou.       
Snekkary patřily k nejběžnějším typům lodí. Podle vikinské tradice jich měl Knut Veliký v roce 1028 v Norsku 1200.
Norské snekkary, určené pro plavbu v hlubokých fjordech a pro atlantické podnebí, mívaly obvykle větší ponor než dánské, jež byly stavěny pro mělké pobřežní vody a pláže. Snekkary byly tak lehké, že nepotřebovaly přístavy – daly se jednoduše vytáhnout na břeh nebo přetahovat po souši. 
Snekkary se dál vyvíjely i po skončení vikinské éry. Pozdější norské lodě byly větší a těžší než lodě stavěné Vikingy. Moderní verze, nazývaná švédsky snipa a norsky snekke, se ve Skandinávii stále používá.

### Skeid

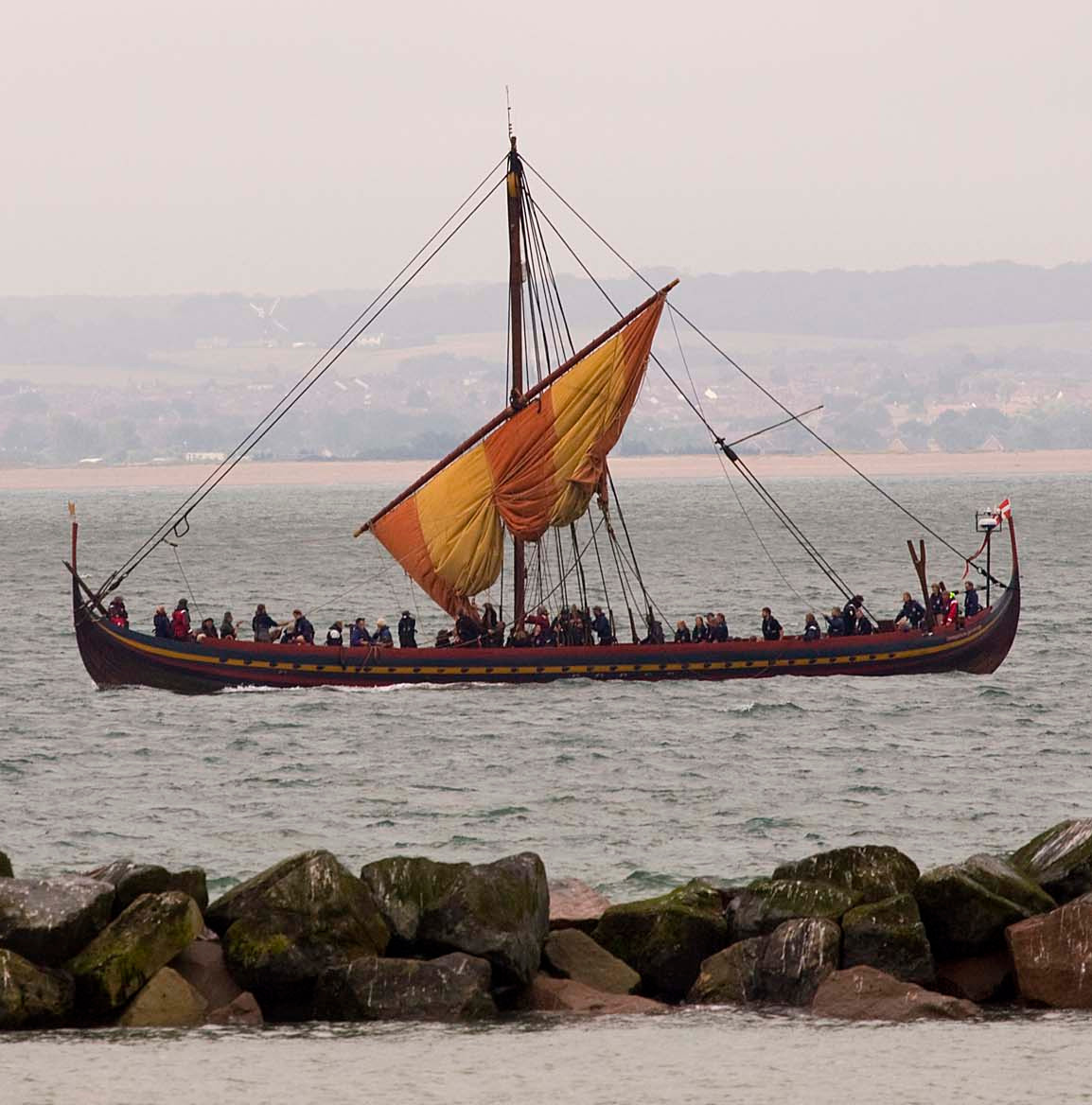
Skeid

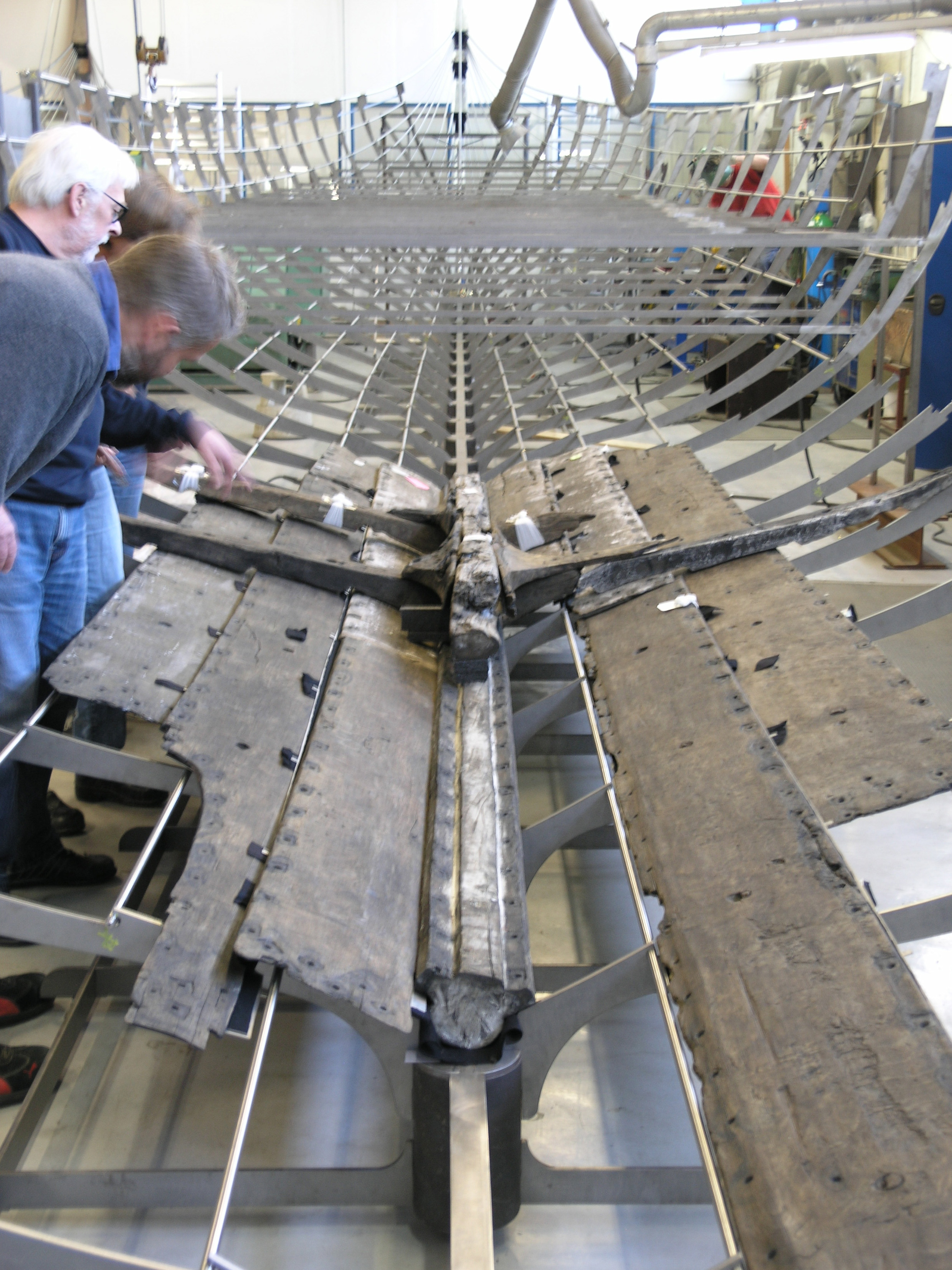
Roskilde 6, nejdelší vikinská loď

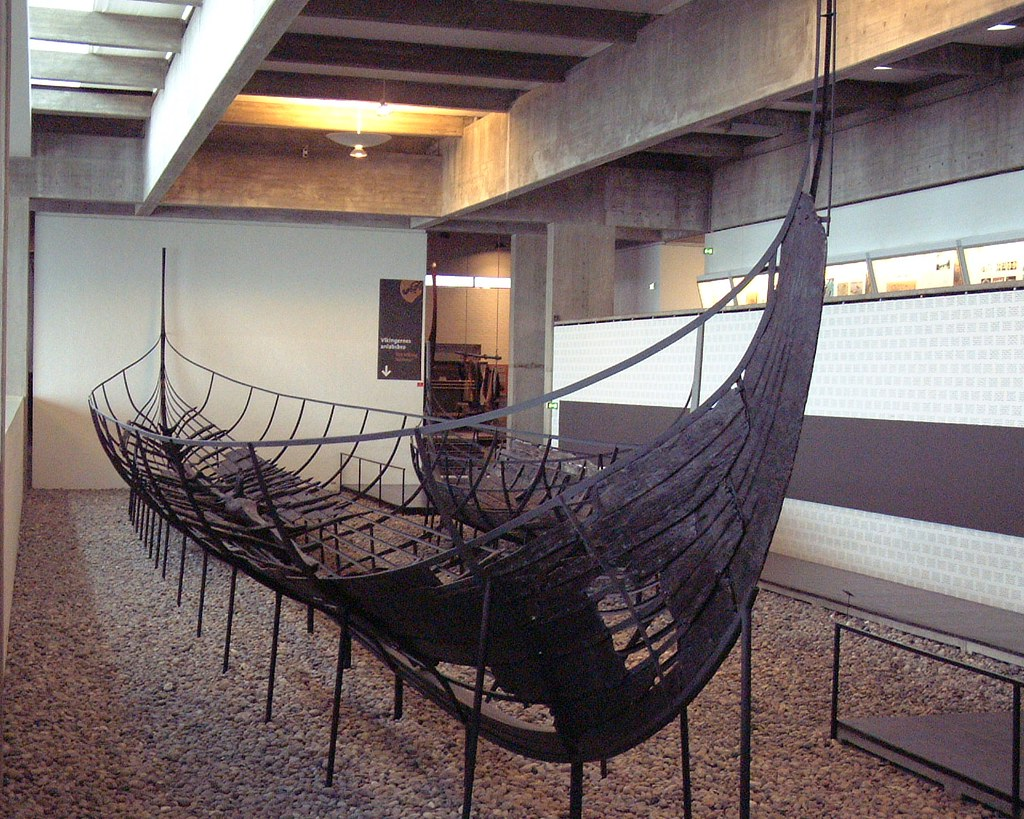
Skuldelev 2

Skeid (skeið) byla větší válečná loď s více než 30 veslovými lavicemi. Lodě této třídy patří k největším dosud objeveným dlouhým lodím. Skupinu těchto lodí objevili dánští archeologové v Roskilde v roce 1962 a v letech 1996–1997 při záchranném výzkumu zdejšího přístavu. Loď objevená v roce 1962, Skuldelev 2, je celodubový skeid. Předpokládá se, že byl postaven v oblasti Dublinu kolem roku 1042.  Skuldelev 2, který je téměř 30 m dlouhý, mohl vézt posádku čítající 70 až 80 mužů. Měl něco kolem 30 veslových lavic. V letech 1996–1997 objevili archeologové v přístavu zbytky další lodě. Roskilde 6, jak ji nazvali, je se svými 37 metry nejdelší dosud objevenou vikinskou lodí. Byla postavena kolem roku 1025. Podle skeidu Skuldelev 2 byla v Muzeu vikinských lodí v Roskilde postavena replika nazvaná Mořský hřebec z Glendaloughu (Havhingsten fra Glendalough) a spuštěna v roce 2004 na vodu. Norové postavili 35metrový skeid nazvaný Drak Harald Plavovlasý (Draken Harald Hårfagre). Byl postaven za použití originálních vikinských a experimentálně archeologických metod. 

### Drakkar

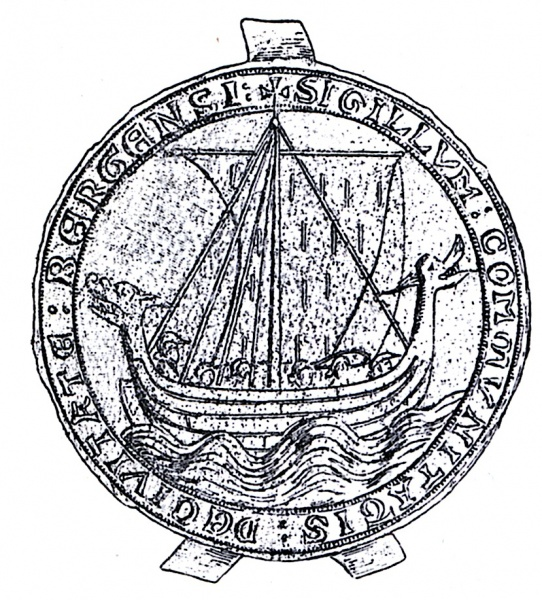
Pečeť města Bergenu zobrazuje vikinskou dlouhou loď — zřejmě drakkar.

Drakkar či dreki neboli „dračí loď“ je rychlá námořní a říční loď s 30 a více veslovými lavicemi, kterou známe pouze z  historických pramenů, jako je například legendární sága Göngu-Hrólfs ze 13. století. Tyto jednořadé válečné veslice měly sklopný stěžeň, velkou příčnou ráhnovou plachtu, zaoblenou příď i záď a ovládaly se kormidelním veslem. Nejběžnější délka těchto největších válečných lodí byla 30 až 40 metrů. Drakkary byly snadno ovladatelné, rychlé a odolné proti nepřízni počasí. Díky svému nízkému ponoru mohly přistávat i na mělčinách či plout řekami proti proudu. Příď obvykle zdobily vyřezávané dračí hlavy.
Pečeť norského města Bergenu z roku 1299 zobrazuje loď s dračí hlavou na obou stranách, jež by mohla představovat drakkar.